# Everard Butler
Everard Burnside Butler (* 28. Dezember 1885 in Toronto; † 23. November 1958 in Bournemouth, Vereinigtes Königreich) war ein kanadischer Ruderer.

## Karriere
Butler begann 1908 mit dem Rudersport. Nach ersten Erfolgen in weniger bedeutenden Rennen erreichte er 1909 den zweiten Platz im Einer bei den kanadischen Meisterschaften. Ab 1910 nahm er auch an Wettbewerben in den Vereinigten Staaten teil und sicherte sich 1911 sowohl die US-Meisterschaft im Einer als auch auf der Viertelmeile.
Bei den Olympischen Spielen 1912 in Stockholm gewann er im Einer die Bronzemedaille. Im Viertelfinale stellte er vorübergehend einen olympischen Rekord auf. Noch im selben Jahr verteidigte er seine US-Titel aus dem Vorjahr. 1914 errang er erneut den Titel auf der Viertelmeile, bevor er sich für den Ersten Weltkrieg meldete und der 12. Artilleriebrigade beitrat. Während seines Einsatzes in Frankreich erlitt er schwere Verletzungen durch Senfgas.
Nach dem Krieg arbeitete Butler als Buchhalter. Im Zweiten Weltkrieg diente er zunächst im 48. Highlander-Regiment und später im Royal Canadian Ordnance Corps.